# USS LST-697
O USS LST-697 foi um navio de guerra norte-americano da classe LST que operou durante a Segunda Guerra Mundial.